# Vladímir Korepin
Vladímir Yevguénievich Korepin (en ruso: Владимир Евгеньевич Корепин; R. S. F. S. de Rusia, Unión Soviética, 6 de febrero de 1951) es un físico teórico y matemático ruso-estadounidense, profesor del Instituto C. N. Yang de Física Teórica de la Universidad de Stony Brook.

## Educación
Korepin obtuvo sus estudios de grado en la Universidad Estatal de San Petersburgo, donde se diplomó en física teórica en 1974. El mismo año fue contratado por el Instituto Matemático de la Academia de Ciencias de Rusia. Trabajó allí hasta 1989, y obtuvo su doctorado en 1977 bajo la supervisión de Liúdvig Faddéyev. Completó en el mismo lugar sus estudios posdoctorales. En 1985, obtuvo su grado de doctor en ciencias en física matemática del consejo de ministros de la República Socialista Federativa Soviética de Rusia.

## Contribuciones a la física
Korepin ha contribuido a varios campos de la física teórica. Aunque es más conocido por sus aportaciones a la física de la materia condensada y a la física matemática, aportó también significativamente a la gravedad cuántica. En años recientes, su trabajo se ha centrado más en aspectos de la física de la materia condensada relacionados con la información cuántica.

### Materia condensada
Entre sus contribuciones a la física de la materia condensada, destacan sus estudios sobre gases cuánticos en baja dimensión. En particular, en el modelo de Hubbard en 1 dimensión de fermiones fuertemente correlacionados, y en gases de Bose en 1 dimensión con interacciones de potencial delta.
En 1979, Korepin presentó una solución del modelo de Thirring con masa en una dimensión espacial y una temporal utilizando un ansatz de Bethe, publicado primero en ruso, y después traducido al inglés. En su trabajo, obtuvo el cálculo exacto del espectro de masas y de la matriz de scattering.
Estudió los solitones en el modelo de sine-Gordon. Determinó su masa y la matriz de scattering, ambas de forma semiclásica y con correcciones de primer orden.
Junto con Anatoli Izergin, formuló el modelo de 19 vértices (en ocasiones llamado modelo de Izergin-Korepin).
En 1993, junto con Aleksandr Its, Izergin y Nikita Slavnov, calculó las funciones de correlación dependientes del espacio, tiempo y temperatura en la cadena de espín XX. En concreto, calcularon explícitamente el decaimiento exponencial en el espacio y la separación en el tiempo para las funciones de correlación.

### Gravedad cuántica
En este campo Korepin trabajó en la cancelación de los infinitos ultravioleta en un bucle en la gravedad on shell de masa.

## Contribuciones en la matemática
En 1982, Korepin introdujo las condiciones de frontera de pared de dominio para el modelo de seis vértices en un artículo publicado en Communications in Mathematical Physics. Estos resultados juegan un papel importante en varios campos de la matemática como combinatoria algebraica, matrices de signo alternante, teselados en dominó, diagramas de Young y particiones planas. En el mismo artículo, demostró la fórmula del determinante para el cuadrado de la norma de la función de onda del ansatz de Bethe. Se puede representar como el determinante de un sistema linealizado de ecuaciones de Bethe. También se puede representar como un determinante matricial de segundas derivadas de la acción de Yang.
Junto con Anatoli Izergin calculó el «determinante cuántico» en 1981. Es el centro del álgebra de Yang-Baxter.
El estudio de las ecuaciones diferenciales de las funciones de correlación cuánticas llevó al descubrimiento de una clase especial de operadores integrales de Fredholm, llamados más tarde operadores integrales completamente integrables. Tienen múltiples aplicaciones no solo a los modelos exactamente resolubles sino también a matrices aleatorias y combinatoria algebraica.

## Contribuciones en la información cuántica
Korepin obtuvo resultados en la evaluación de la entropía de entrelazamiento de distintos modelos dinámicos, como los espines interaccionantes, gases de Bose y el modelo de Hubbard. Consideró modelos con estados base únicos, de forma que la entropía de todo el estado base es cero. El estado base se particiona en dos partes espacialmente separadas: el bloque y el ambiente. Calculó la entropía del bloque como una función de su tamaño y otros parámetros físicos. En una serie de artículos, Korepin fue el primero en calcular la fórmula analítica para la entropía de entrelazamiento de los modelos de Heisenberg XX (isotrópico) y XY. Usó determinantes de Toeplitz y la fórmula de Fisher-Hartwig para el cálculo. En los estados base del modelo de Affleck-Kennedy-Lieb-Tasaki de espines interaccionantes, evaluó la entropía de entrelazamiento y estudió la matriz de densidad reducida.  Trabajó también en algoritmos de búsqueda cuánticos con Lov Grover.

## Obras
- Essler, F. H. L.; Frahm, H., Goehmann, F., Kluemper, A., & Korepin, V. E.,  The One-Dimensional Hubbard Model. Cambridge University Press (2005).
- V.E. Korepin, N.M. Bogoliubov y A.G. Izergin, Quantum Inverse Scattering Method and Correlation Functions, Cambridge University Press (1993).
- Exactly Solvable Models of Strongly Correlated Electrons. Reprint volume, eds. F.H.L. Essler and V.E. Korepin, World Scientific (1994).